# Canton de Saint-Égrève
Le canton de Saint-Égrève est une ancienne division administrative française située dans le département de l'Isère et la région Rhône-Alpes.

## Géographie
Ce canton était organisé autour de Saint-Égrève dans l'arrondissement de Grenoble. Son altitude variait de 196 m (Fontanil-Cornillon) à 2 079 m (Sarcenas) pour une altitude moyenne de 514 m.

## Histoire
Le canton est créé par le décret n°73-766 du 2 août 1973, d'une partie du canton de Grenoble-Nord qui disparaît.
D'après la nouvelle carte des cantons de l'Isère présentée par le préfet Richard Samuel et, votée par l'Assemblée départementale de l'Isère, le 23 novembre 2013, les 7 communes du canton de Saint-Égrève sont rattachées en 2015 au nouveau canton de Grenoble-2.

## Administration
| Période | Période | Identité                  | Étiquette | Qualité |
| ------- | ------- | ------------------------- | --------- | --- |
| 1973    | 1985    | Jean Balestas (1926-2021) | MRG       | Avocat, ancien bâtonnier Maire de Saint-Égrève (1965-1977) Vice-président du conseil général (1976-1985)                                 |
| 1985    | 1998    | Jean-Yves Poirier         | RPR       | Directeur commercial Maire de Fontanil-Cornillon (1983-2016) Vice-président du conseil général Conseiller régional                       |
| 1998    | 2015    | Pierre Ribeaud            | PS        | Cadre Ancien conseiller municipal de Saint-Égrève Vice-président du conseil général (2011-2015) Élu en 2015 dans le canton de Grenoble-2 |

## Composition
Le canton de Saint-Égrève groupait sept communes et comptait 24 616 habitants (recensement de 1999 sans doubles comptes).
| Nom                      | Code Insee | Intercommunalité         | Superficie (km2) | Population (dernière pop. légale) | Densité (hab./km2) |
| ------------------------ | ---------- | ------------------------ | ---------------- | --------------------------------- | ------------------ |
| Saint-Égrève (chef-lieu) | 38382      | Grenoble-Alpes Métropole | 10,88            | 15 620 (2014)                     | 1 436              |
| Fontanil-Cornillon       | 38170      | Grenoble-Alpes Métropole | 5,50             | 2 758 (2014)                      | 501                |
| Mont-Saint-Martin        | 38258      | Grenoble-Alpes Métropole | 5,31             | 79 (2014)                         | 15                 |
| Proveysieux              | 38325      | Grenoble-Alpes Métropole | 20,37            | 504 (2014)                        | 25                 |
| Quaix-en-Chartreuse      | 38328      | Grenoble-Alpes Métropole | 18,09            | 911 (2014)                        | 50                 |
| Saint-Martin-le-Vinoux   | 38423      | Grenoble-Alpes Métropole | 10,06            | 5 626 (2014)                      | 559                |
| Sarcenas                 | 38472      | Grenoble-Alpes Métropole | 7,76             | 197 (2014)                        | 25                 |

## Démographie
| 1975   | 1982   | 1990   | 1999   | 2006   | 2011   | 2012   |
| ------ | ------ | ------ | ------ | ------ | ------ | ------ |
| 21 945 | 22 241 | 24 391 | 24 616 | 25 049 | 25 985 | 26 142 |